# Корсаково (городской округ Перевозский)
Корсаково — село в городском округе Перевозский Нижегородской области. Население 76 (2010) человек

## Общая физико-географическая характеристика
Географическое положение
По автомобильным дорогам расстояние до областного центра города Нижнего Новгорода составляет 130 км, до административного центра города Перевоз — 26 км.
Часовой пояс
Корсаково, как и вся Нижегородская область, находится в часовой зоне МСК (московское время). Смещение применяемого времени относительно UTC составляет +3:00.

## История
До 31 мая 2017 года входило в состав Ичалковского сельского совета

## Население
| 2002 | 2010 |
| ---- | ---- |
| 111  | ↘76  |

Национальный состав
Согласно результатам переписи 2002 года, в национальной структуре населения русские составляли 89% из 111 человек.

## Известные жители
Николай Дементьевич Хватков (1866—?) — крестьянин, депутат Государственной думы Российской империи I созыва от Нижегородской губернии.